# The Relic (película)
The Relic es una película estadounidense de 1997, del género cine de terror, dirigida por Peter Hyams y protagonizada por Tom Sizemore, Penelope Ann Miller, y Linda Hunt.
Está basada en la novela El ídolo perdido (The Relic) de Douglas Preston y Lincoln Child, la primera de la serie Pendergast (aunque, curiosamente, el personaje principal, Aloysius Pendergast, no aparece en la película).

## Argumento
John Whitney, antropólogo del Museo Field de Historia Natural de Chicago, estudia una tribu en América del Sur y bebe un brebaje que preparan para él; algunos comentarios y burlas de los indígenas en su lengua nativa lo hacen comprender que ha sido engañado, por lo que corre hasta el puerto donde aborda al capitán de un barco mercante que ha contratado y le pide que retire del barco la carga que tenía la intención de enviar a Chicago. No dispuesto a retrasar la salida, el capitán se niega y Whitney, desesperado, se cuela a bordo e intenta sin éxito encontrar su carga. Seis semanas después, el barco llega al Lago Míchigan sin su tripulación. El detective de homicidios del Departamento de Policía de Chicago, el teniente Vincent D'Agosta y su compañero, el sargento Hollingsworth, investigan el barco y encuentran docenas de cuerpos decapitados en la sentina.
Margo Green, una bióloga evolutiva del museo y su mentor, Albert Frock, examinan las cajas de Whitney después de su llegada y las encuentran vacías, a excepción de un lecho de hojas y una estatua de piedra de "Kothoga", un monstruo mítico del bosque. Margo nota un hongo en las hojas y lo envía a analizar. Esa noche, el guardia de seguridad Frederick Ford es asesinado por una criatura misteriosa de forma similar a la tripulación del barco. D'Agosta sospecha una conexión y creyendo que el asesino todavía está dentro del museo, ordena cerrarlo hasta que la policía haya terminado de buscar. Ann Cuthbert, la directora del museo, protesta preocupada por la interferencia que esto puede significar ante una próxima exposición importante.
Margo descubre que el hongo contiene hormonas similares a las que se encuentran en varias especies animales pero altamente concentradas. En el contenedor de hojas, encuentra un escarabajo mutado que posee ADN de insecto y reptil, lo que la lleva a comprender que nadie robo el contenido de la caja, sino que las hojas eran el verdadero descubrimiento de Whitney. En paralelo, la autopsia de Ford revela que su hipotálamo fue arrancado de su cerebro igual que en los cuerpos del barco; junto a ello encuentran una muestra de tejidos cuyo ADN muestra una mutación similar al insecto, por lo que Margo lo sondea y coteja con la base de datos del museo que contiene muestras de decenas de especies animales así como de muchos habitantes de la ciudad; sin embargo, ya que la cantidad de muestras es inmensa, el sistema tardará días en realizar el reconocimiento. 
En el sótano del museo, la policía descubre y mata a un ex convicto sin hogar con una enfermedad mental que se ocultaba allí; al encontrar la billetera de Ford entre sus pertenencias, todos asumen que es el asesino excepto D'Agosta, quien no se convence de algo tan conveniente, sin embargo, el alcalde Robert Owen y el jefe de seguridad del museo, Tom Parkinson, obligan a D'Agosta a cerrar el caso, preocupados por dejar que la exhibición continúe.
En la noche de apertura, D'Agosta ordena el cierre de todas las áreas del museo, excepto la sala de exposiciones principal. Frock y Margo, atrapados en el laboratorio, continúan trabajando y descubren que el asesino de Ford busca las hormonas en las hojas ya que parece ser dependiente de su consumo. D'Agosta y varios oficiales registran los túneles del sótano una vez más pero son atacados por la criatura, quien mata al oficial K-9 Bradley y a un perro policía. D'Agosta le dice a Hollingsworth que evacúe el museo, pero es demasiado tarde; en el salón principal, el cuerpo sin cabeza de un policía asesinado cae entre la multitud, provocando el pánico. Durante la histeria, las alarmas del museo se disparan y su sistema de seguridad se vuelve loco, atrapando a un pequeño grupo de personas dentro. Dos guardias de seguridad intentan restaurar la energía pero son asesinados por la criatura.
D'Agosta se encuentra con Margo y Frock en el laboratorio, donde un Kothoga, una enorme bestia reptiliana, los ataca por lo que cierran una puerta de acero para detenerlo. Margo y Frock teorizan que el hongo, al igual que hizo con el escarabajo, mutó a alguna criatura que lo consumió y cuando se vio privado de comer las hojas, el Kothoga instintivamente buscó el sustituto más cercano, es decir las sustancias que segrega el hipotálamo humano. Así deducen que la tribu que Whitney contactó usaba el hongo para crear al Kothoga cuando aparecía una amenaza externa, ocultándose hasta que sus enemigos eran destruidos, tras lo cual esperaban hasta que el Kothoga se quedaba sin presas y moría de hambre. 
D'Agosta encuentra una radio y le dice a Hollingsworth que lleve a los visitantes del museo a través de un viejo túnel. Tom, Greg y los benefactores, el Sr. y la Sra. Blaisedale, se niegan a ir y el oficial de CPD McNally se queda atrás para protegerlos; el Kothoga regresa al salón principal y los asesina junto al equipo SWAT que intentaba entrar por los tragaluces.
Margo sugiere usar nitrógeno líquido para matar al Kothoga, ya que es en parte reptil y probablemente de sangre fría. Mientras recolectan las hojas restantes en el laboratorio, Margo y D'Agosta descubren que Frock ha sido asesinado. En las alcantarillas, D'Agosta usa las hojas para alejar al Kothoga del túnel de carbón, lo que permite que los invitados escapen, aunque el oficial de CPD Bailey y un invitado mueren. Sin embargo, el nitrógeno líquido no tiene ningún efecto sobre la criatura por lo que Margo y D'Agosta huyen. En el laboratorio, la computadora completa el análisis del ADN humano de la criatura, revelando que John Whitney es el Kothoga, quien mutó tras ser engañado por los miembros de la tribu para que bebiera el brebaje hecho con las hojas.
El Kothoga se estrella contra el laboratorio a través del techo, mientras que D'Agosta está encerrado afuera. La criatura persigue a Margo, la acorrala y de repente se detiene, aparentemente reconociéndola. Margo inicia una explosión que destruye el Kothoga, sobreviviendo al esconderse dentro de un tanque de maceración. Al amanecer, D'Agosta y un equipo de policía irrumpen en el laboratorio, ven los restos carbonizados del Kothoga y rescatan a Margo del tanque.

## Diferencias con la novela
La película cuenta con notables diferencias respecto a la novela en la que se inspira:
- El personaje principal del libro, el agente Aloysius Pendergast, fue suprimido del guion, así como el del reportero William Smithback.
- La ciudad de Nueva York fue cambiada por Chicago.
- Algunos de los personajes que sobreviven en la novela mueren en la película.
- Hay cambios en el aspecto y el nombre del monstruo tal como es descrito en la novela.
- La novela tiene un final abierto, en el film es cerrado.

## Reparto
- Penelope Ann Miller (Dr. Margo Green)
- Tom Sizemore (teniente Vincent D'Agosta)
- Linda Hunt (Dr. Ann Cuthbert)
- James Whitmore (Dr. Albert Frock)
- Clayton Rohner (detective Hollingsworth)
- Chi Moui Lo (Dr. Greg Lee)
- Thomas Ryan (Tom Parkinson)
- Robert Lesser (Mayor Robert Owen)
- Francis X. McCarthy (sr. Blaisedale)
- Constance Towers (sra. Blaisedale)
- John Kapelos (McNully)
- Don Harvey (Spota)
- Dave Graubart (Eugene)
- Audra Lindley (Dr. Zwiezic)

- Datos: Q1170168